# Kuvajtsko-saudijska granica
Granica između Kuvajta i Saudijske Arabije duga je 221 km, a proteže se od tromeđe s Irakom na zapadu do obale Perzijskog zaljeva na istoku.

## Opis
Granica započinje na istoku od tromeđe s Irakom na rijeci Wadi Al-Batin; kao ravna linija dužine 90 km, blago nagnuta prema jugoistoku, a zatim nastavlja prema istoku. Granica se potom okreće prema jugu nizom nepravilnih linija, prije nego što naglo skrene prema istoku, pravom linijom od 70 km koja ide do zaljevske obale.

## Povijest
Povijesno, granice u ovom dijelu Arapskog poluotoka nisu bile jasno definirane. Početkom 20. stoljeća Osmansko carstvo nazdiralo je današnji Irak, a Kuvajt je bio britanski protektorat. U unutrašnjosti Arapskog poluotoka, slabo organizirane arapske grupacije povremeno su formirale emirate, od kojih je najistaknutiji bio emirat Nedžd i Hasa, pod vlašću obitelji al-Saud. Velika Britanija i Osmansko carstvo teoretski su, anglo-osmanskom konvencijom iz 1913., podijelili svoja područja utjecaja preko takozvanih "Plavih" i "Ljubičastih" linija. Time su Osmanlije priznale britansko pravo na Kuvajt, odijeljen od Osmanske Mezopotamije rijekom Wadi Al-Batin (tzv. "zelena linija", vidi kartu desno).
Tijekom Prvog svjetskog rata i arapskog ustanka (koji je podržala Velika Britanija), Osmanlije su uklonjene s većine Bliskog Istoka. U razdoblju nakon ovog, Ibn Saud je uspio znatno proširiti svoj teritorij, proglasivši na kraju Kraljevinu Saudijsku Arabiju 1932. godine. Ibn Saud je posezao za Kuvajtom, tvrdeći da treba biti dio njegove nove države. Pokušaj aneksije 1919. godine rezultirao je ratom između Kuvajta i emirata Nedžd. Kako rat nije polučio željeni rezultat, Ibn Saud je pokrenuo blokadu Kuvajta.
U prosincu 1922. godine, britanski visoki povjerenik u britanskom mandatu u Mezopotamiji Percy Cox sastao se s Ibn Saudom i potpisao Uqairsku konvenciju kojim je definirana granica Saudijske Arabije s Kuvajtom i Irakom. Ugovorom je također stvorena velika saudijsko-kuvajtska neutralna zona na jugoistoku, gdje su obje strane trebale dijeliti jednaka prava uz daljnji sporazum. Neutralna zona je dugo bila status quo, dok otkriće nafte u naftnom polju Burgan u Kuvajtu nije potaklo pregovore o konačnom rješenju. Dana 7. srpnja 1965., dvije vlade potpisale su sporazum (koji je stupio na snagu 25. srpnja 1966.) o podjeli Neutralne zone i pridruživanju njenih dijelova teritorijima Kuvajta i Saudijske Arabije. Sporazum o demarkaciji koji dijeli Neutralnu zonu potpisan je 17. prosinca 1967., ali formalno je stupio na snagu tek potpisivanjem koje je održano u Kuvajtu 18. prosinca 1969. Ratifikacija je uslijedila 18. siječnja 1970., a sporazum je objavljen u Kuvajtskom službenom glasilu 25. siječnja 1970. godine. Granica se od tada nije mijenjala.
Godine 1990., Irak napada i anektira Kuvajt. U bici kod Khafjija, 29. siječnja 1991., Irak prodire u graf Khafji u saudijskom dijelu neutralne zone. Dva dana kasnije, koalicijske snage vraćaju grad pod svoj nadzor.

## Granični prijelazi
Dva glavna granična prijelaza su Salmi i Nuwaiseeb.